# Heinz-Bruno Krieger
Heinz-Bruno Krieger (* 2. November 1920 in Königslutter am Elm; † 17. September 1999 ebenda) war ein deutscher Heimatforscher und Genealoge aus der Region Braunschweig, der besonders durch seine Sammlung Elmsagen regional bekannt wurde.
Sein Vater Hans-Bruno Krieger war ein Arbeiter aus Remscheid, der nur zufällig nach Königslutter am Elm kam. Im Kalibergwerk Beienrode fand er Arbeit und heiratete die 17 Jahre ältere Alma Uhder, die Tochter eines Briefträgers. 1920 gründete er die erste Neuapostolische Kirchengemeinde in Königslutter. Im Alter von 37 Jahren starb er an den Folgen einer Lungenkrankheit. Zusammen mit seiner Mutter lebte Heinz-Bruno Krieger bis an sein Lebensende in der Neuen Straße, nur unterbrochen durch seine Soldatenzeit während des Zweiten Weltkrieges.
Bereits in seiner Kindheit zeigte er Interesse für die Heimatforschung. Nach dem Krieg fuhr er mit seinem Fahrrad in die Dörfer rund um den Elm und sammelte die Geschichten und Sagen, die er vor allem von älteren Bewohnern zu hören bekam. Die Erstauflage seines bekanntesten Werkes Elmsagen erschien 1967 und enthielt 563 Sagen. 1969 wurde er Sonderbeauftragter der „Gesellschaft zur Förderung niedersächsischer Heimatpflege“.
Für sein Lebenswerk wurde Krieger mehrfach geehrt. So erhielt er 1982 das Niedersächsische Verdienstkreuz am Bande verliehen. 1986 wurde er zum achten Ehrenbürger der Stadt Königslutter am Elm ernannt.
Nach seinem Tod 1999 wurden seine Sammlungen und Aufzeichnungen dem Stadtarchiv seiner Heimatstadt übergeben.

## Werke
- Die Ahnen des Malers Max Beckmann. Reise, Göttingen 1959.
- 800 Jahre Schickelsheim. Lüders, Königslutter 1959.
- Goldene Kindertage – in einer kleinen Stadt am Elm. Lebenserinnerungen. Königslutter 1961.
- (Hrsg.): Elmsagen. Oeding, Königslutter 1967. Neuauflage mit Unterstützung der Buchhandlung Kolbe 2007.
- „Der Nobiskrug“. Gedichte. Gesellschaft zur Förderung Niedersächsischer Heimatpflege, Celle 1975.
- Tau Huse. Plattdeutsche Gedichte in der Mundart von Königslutter am Elm. Stadt Königslutter am Elm 1985.